# Felix Strauß
Felix Strauß (Salisburgo, 26 marzo 2001) è un calciatore austriaco, difensore del Jahn Ratisbona.

## Carriera

### Club
Cresciuto calcisticamente nei settori giovanili di SC Golling e Grödig, nel 2014 è approdato al Salisburgo, con il quale nell'arco di 5 anni ha fatto la trafila delle giovanili. Nel 2019 si è trasferito ai tedeschi del Viktoria Colonia, giocando per una stagione con l'Under-19. Nel 2020 ha firmato il suo primo contratto da professionista con il Blau-Weiß Linz, formazione della seconda divisione austriaca. Al termine della stagione totalizza 31 presenze e due reti. Il 21 giugno 2021 ha firmato l'Altach, formazione della massima divisione austriaca.

### Nazionale
Il 29 marzo 2022 ha esordito con la nazionale austriaca Under-21, giocando l'incontro vinto per 2-1 contro i pari età della Norvegia, nelle qualificazioni al campionato europeo di categoria.

## Statistiche

### Presenze e reti nei club
Statistiche aggiornate al 20 maggio 2022.
| Stagione        | Squadra         | Campionato      | Campionato | Campionato | Coppe nazionali | Coppe nazionali | Coppe nazionali | Coppe continentali | Coppe continentali | Coppe continentali | Altre coppe | Altre coppe | Altre coppe | Totale | Totale |
| Stagione        | Squadra         | Comp            | Pres       | Reti       | Comp            | Pres            | Reti            | Comp               | Pres               | Reti               | Comp        | Pres        | Reti        | Pres   | Reti   |
| --------------- | --------------- | --------------- | ---------- | ---------- | --------------- | --------------- | --------------- | ------------------ | ------------------ | ------------------ | ----------- | ----------- | ----------- | ------ | ------ |
| 2020-2021       | Blau-Weiß Linz  | 1L              | 29         | 2          | CA              | 2               | 0               |                    | -                  | -                  |             | -           | -           | 31     | 2      |
| 2021-2022       | Altach          | BL              | 25         | 2          | CA              | 0               | 0               |                    | -                  | -                  |             | -           | -           | 25     | 2      |
| Totale carriera | Totale carriera | Totale carriera | 54         | 4          |                 | 2               | 0               |                    | -                  | -                  |             | -           | -           | 56     | 4      |

## Palmarès

### Club

#### Competizioni nazionali
- 2. Liga: 1

Blau-Weiß Linz: 2020-2021